# Pitone di Catania
Pitone di Catania (in greco antico: Πύθων?, Pýthōn; Catania, IV secolo a.C. – ...) è stato un poeta greco antico al seguito di Alessandro Magno nella sua spedizione in Asia.
Recitò un suo dramma satiresco (Ἀγήν), nei confronti di Arpalo e degli Ateniesi, all'esercito di Alessandro presso le rive del fiume Idaspe. Ateneo (XIII, 586d; 595e, f; 596a), che trascrive circa venti righe del dramma di Pitone, lo menziona come un poeta di Catania o di Bisanzio, anche se probabilmente si confuse con il retore Pitone di Bisanzio.